# 따꾸아빠군

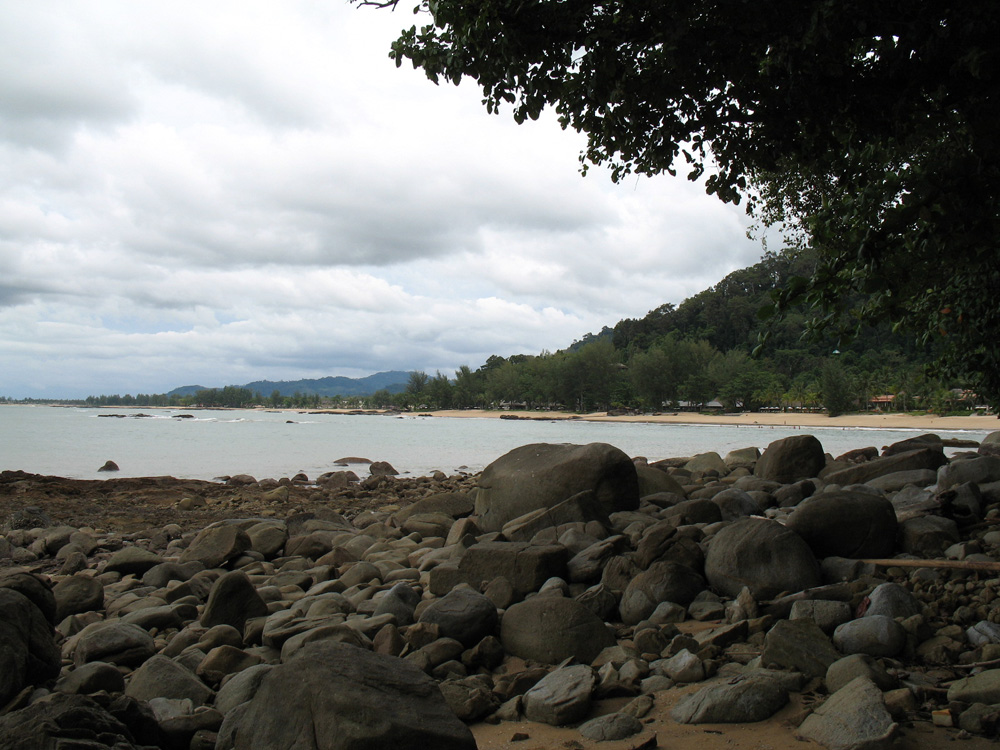

따꾸아빠군은 팡응아주의 행정 구역이다. 이 지역의 총 인구 수는 6년 기준으로 48,004명이다. 인구 밀도는 72.5km2이다.

## 행정 구역
1. ↑  “Population statistics 2014” (태국어). Department of Provincial Administration. 2015년 6월 17일에 확인함.